# Calyptrochilum
Calyptrochilum – rodzaj roślin z rodziny storczykowatych (Orchidaceae). Są to epifity występujące w tropikalnej Afryce w takich krajach i regionach jak: Angola, Benin, Burkina Faso, Kamerun, Republika Środkowoafrykańska, Demokratyczna Republika Konga, Kongo, Gwinea Równikowa, Erytrea, Etiopia, Gabon, Gambia, Ghana, Gwinea Bissau, wyspy Zatoki Gwinejskiej, Wybrzeże Kości Słoniowej, Kenia, Liberia, Malawi, Mali, Mozambik, Nigeria, Rwanda, Senegal, Sierra Leone, Sudan, Tanzania, Togo, Uganda, Zambia, Zimbabwe. Rośliny zostały także introdukowane w północno-wschodniej Brazylii.

## Morfologia
PokrójRośliny o długich, rozgałęziających się monopodialnie i drewniejących łodygach.
LiścieSkrętoległe, mięsiste, skręcone u nasady tak, że ułożone są w jednej płaszczyźnie.
KwiatyKwiatostany krótkie, z kwiatami odwróconymi, białymi. Listki okwiatu wolne, rozpostarte i podobne do siebie (te z okółka wewnętrznego nieco krótsze od zewnętrznych). Warżka trójłatkowa, z dętą ostrogą na końcu. Prętosłup krótki i tęgi. Dwie kuliste pyłkowiny łączące się w długi równowąski trzoneczek.

## Systematyka
Rodzaj sklasyfikowany do podplemienia Angraecinae w plemieniu Vandeae, podrodzina epidendronowe (Epidendroideae), rodzina storczykowate (Orchidaceae), rząd szparagowce (Asparagales) w obrębie roślin jednoliściennych.
Wykaz gatunków
- Calyptrochilum aurantiacum (P.J.Cribb & Laan) Stévart, M.Simo & Droissart
- Calyptrochilum christyanum (Rchb.f.) Summerh.
- Calyptrochilum emarginatum (Afzel. ex Sw.) Schltr.